# Marie Ferré
Marie Ferré és una activista de la Comuna de París de 1871, germana de Théophile Ferré a qui ella va sostenir fins al final, la millor amiga de Louise Michel. Va morir jove, esgotada, el 26 de febrer de 1882.
Segons Louise Michel, a les seves memòries, la vida de Maria Ferré va ser més que abnegació i dedicació a la causa per la que el seu germà va morir.